# Jota Librae
Jota Librae (ι Librae, förkortat Jota Lib, ι Lib) som är stjärnans Bayerbeteckning, är en multipelstjärna belägen i den mellersta delen av stjärnbilden Vågen. Den har en skenbar magnitud på 4,54 och är svagt synlig för blotta ögat på platser utan ljusföroreningar. Baserat på parallaxmätning inom Hipparcosuppdraget på ca 8,6 mas, beräknas den befinna sig på ett avstånd av ca 380 ljusår (116 parsek) från solen. På grund av sin position på ekliptikan kan den ibland skymmas av månen eller någon planet. Den senaste ockultationen med månen ägde rum 4 april 2012.

## Egenskaper
Jota Librae är en blå underjättestjärna av spektralklass B9IvpSi. Den har en uppskattad radie som 2,83 gånger större än solens och en effektiv temperatur på ca 12 500 K.
Jota Librae är en variabel stjärna av typen Alfa2 Canum Venaticorum (ACV). Dess skenbara magnitud varierar från 4,53 till 4,56 och dess spektrum visar variation och ökat överskott av kisel. Jota Librae är också en multipelstjärna med två stjärnor separerade med endast 0,2 bågsekunder och magnitud 5,1 respektive 5,5, benämnda Jota Librae Aa och Ab. 
En tredje följeslagare, Jota Librae B, på 57 bågsekunders avstånd, är en stjärna av tionde magnituden. Denna är också en dubbelstjärna, med lika magnituder, separerade med 1,9 bågsekunder.